# Gomoário
Gomoário (em latim: Gomoarius) foi um oficial romano de origem germânica, ativo durante o reinado do imperador Constâncio II (r. 337–361).

## Vida
Gomoário aparece pela primeira vez em 350, quando foi eleito tribuno da escola dos escutários sob Vetrânio, a quem servia em oposição a Constâncio II (r. 337–361). Em 360, foi nomeado mestre da cavalaria na Gália em sucessão de Lupicino. Em 361, foi demitido por Juliano, o Apóstata (r. 361–363) e aparentemente retornou ao Oriente, pois Constâncio enviou-o para ocupar o passo de Sucos (atual Chipca). Em 365/366, aceitou ocupar essa posição novamente com Agilão sob o usurpador Procópio. Em 366, na Frígia, foi derrotado pelo exército de Valente (r. 364–378) na Batalha de Tiatira e decidiu desertar. Sócrates Escolástico e Sozomeno afirmam erroneamente que foi executado.